# Eugenia Ramírez Miori
Eugenia Ramírez Miori, née le 31 juillet 1974 à Buenos Aires, est une actrice, chanteuse et danseuse argentine. Elle enseigne le tango dans l'école qu'elle a créée à Bruxelles en 2003.

## Biographie
Eugenia Ramírez Miori est née le 31 juillet 1974 à Buenos Aires de Pablo Ramírez et Telma Miori Pereira.
Intéressée par le théâtre dès 6 ans, elle suit des cours sur le sujet jusqu’à ses 12 ans. Sur les conseils d'un professeur elle cherche à diversifier ses intérêts s’essaye à de nouvelles disciplines comme le dessin, l'écriture et la danse. Elle finit par rentrer à l’âge de 17 ans au Conservatoire National des Arts Dramatiques (es) de Buenos Aires où elle commence l'apprentissage du tango.
Elle obtient son diplôme « Actriz National » et poursuit ses études avec un master de deux ans en pédagogie théâtrale, dans le même établissement.
Elle fut mariée à Diego Martinez Vignatti avec qui elle a eu deux enfants,, une fille, Malena, née en 2007 et un fils, Ulises.

## Théâtre
En 1994, Eugenia Ramírez Miori commence à jouer au théâtre dans des pièces diverses produites dans de multiples théâtres dont le Teatro Sha, le Teatro del Pueblo, Tabaris, Margarita Xirgu, Alvear ou Cervantès.
À partir de 1999, elle étudie la dramaturgie[réf. nécessaire] aux côtés de Cristina Escofet, puis écrit à partir de 2000 ses propres pièces dont : Bolaloca y Totopolo, A Sopapo Limpio et Tina, Jules Verne où Le tour de Jules Verne en 80 notes. 
Alors en Belgique, Eugenia Ramírez Miori travaille comme chorégraphe pour Jean-Claude Idée, notamment dans sa mise en scène de Don Quichotte au Théâtre royal du Parcet Calligula au Théâtre des Galléries . En 2013, en collaboration avec Yves Destrée, elle met en scène plusieurs pièces de théâtre latino-américaines aux académies d’art de Jodoigne et de Wavre [réf. nécessaire]. En 2015 elle met en scène un spectacle de danse et de chant argentin dans le cadre d'un projet à vocation caritative organisé par une association  au Théâtre Mercelis. En 2018 Eugenia s'occupe des chorégraphies de la pièce L'histoire des ours Pandas de Matéi Visniec, aux Riches Claires à Bruxelles, avec Laurence D'Amélio et Eric de Staercke et en 2019, elle signe les chorégraphies de la pièce Un bal à l'IAD de Louvain-la-Neuve ainsi qu'en collaboration avec Eric De Staercke la mise en scène du Lac des Cygnes pour enfants au Bozar et au Conservatoire Royal de Liége.
Fin 2019, Eugenia Ramirez Miori signe les chorégraphies de Andropause de et avec Bruno Coppens ainsi que celles de J'irai au bout de mes rêves de Cécile Delbergh avec Valentine Anciaux et Stéphanie de Schaetzen. (2019-2020). 
En 2022, Eugenia écrit, met en scène et joue aux côtés de Emmanuel Guillaume et Éric De Staercke, Jules Verne, une pièce musicale dans le cadre du projet L'orchestre à la portée des enfants au Bozar de Bruxelles,  Salle philharmonique de Liège, Théâtre de Namur et  Théâtre Le Palace à Ath
En 2024, Eugenia écrit, met en scène et joue aux côtés de Soazic De Staercke, Simon Delvaux et Bertrand d'Aine, Pinocchio 2024, une pièce musicale dans le cadre du projet L'orchestre à la portée des enfants au Bozar de Bruxelles et à la Salle philharmonique de Liège, 

## Cinéma
Entre 1995 et 2001 elle figure dans plusieurs publicités ainsi que quelques courts métrages ; c’est durant cette période qu’elle rencontre Andrés Muis, un producteur de radio, avec qui elle fonde et anime Muñeca Brava un talk-show diffusé dans tout le pays. À la suite du succès de l'émission, ils produisent d’autres programmes dont Té para tres et El Destornillador [réf. souhaitée].
À la suite de cela, elle obtient un premier rôle dans un long métrage en 2001, dans le film iranien réalisé par Mahmoud Kalari (en) Dancing with dreams. La même année, Ramírez Miori rencontre le réalisateur Diego Martinez Vignatti, revenu en Argentine après avoir fini ses études à l'INSAS à Bruxelles, pour tourner Nosotros à Buenos Aires, un documentaire centré sur la culture porteña et le tango auquel Miori participe. Après la fin du tournage du documentaire, ils émigrent ensemble en Belgique et s'installent à Bruxelles, où elle ouvre une école de tango, le Nosotros Tango Club, en 2003. Le documentaire, sorti en 2003, est récompensé du prix de la Société civile des auteurs multimédia en 2004.
Vignatti poursuit ses projets de films, dans lesquels Miori tient le rôle principal : en 2007 dans La Marea puis dans La Chanteuse de Tango, sélectionné au festival de Locarno en 2009,. Une critique dans Le Monde salue la performance au chant d'Eugenia Miori. Elle figure dans un autre film de son compagnon, La Tierra Roja, partageant l'affiche avec Geert Van Rampelberg,.
Eugenia Ramirez Miori est aussi membre du jury du Festival MOOOV de Turnhout et est présente dans le comité de sélection du festival du film d'Amérique latine à Bruxelles: Festival Peliculatina  depuis 2016 à ce jour,.

## Télévision
En 2018, Eugenia Ramirez Miori joue dans la série télévisée (et web) belge: Lucas Etc. Elle y campe le personnage de Maria Lambot dans 4 épisodes.
En 2019, elle fait son apparition dans la série télévisée belge Unité 42.

## Tango
Depuis 1993Eugenia Ramírez Miori donne des cours de tango (dont 11 ans à Buenos Aires) notamment aux côtés de Leonardo « Petaca » Lerman dont elle a été la partenaire principale et avec qui elle a dansé au CITA.
En Belgique elle a poursuivi son enseignement dans l'école qu'elle a fondée, le Nosotros Tango Club, et y organise aussi des stages, démonstrations et festivals avec des danseurs venus d'Argentine, comme Hernán Alvarez Prieto.
Eugenia Ramirez Miori participe aussi à l’organisation de plusieurs festivals et concerts, est impliquée dans la programmation du Festival de Tango de Bettembourg (Luxembourg) et participe, avec son partenaire Hernan Alvarez Prieto, au festival de Tango d'Anvers et au Brussels Tango Festival, mais aussi au Festival de Kerallic (France) et "Festivalito" à Texel avec son partenaire Mariano Galeano.

## Chorégraphe
- 2005: Don Quichotte de Jean-Claude Idée
- 2018: L'histoire des ours Pandas de Matéi Visniec
- 2019: Andropause de Bruno Coppens
- 2020: J'irais au bout de mes rêves de Cécile Delbergh
- 2021: La revanche du lombric de Cécile Delbergh avec Sylvie Droulans - Zéro Carabistouille[28]
- 2022: Jules Verne par Eugenia Ramirez Miori.
- 2022 série Alter Ego dirigée par Mathieu Mortelmans.
- 2023 Animaux et Macadam, Gael Soudron.
- 2023 Delphi, Espace Senghor.
- 2024 Le Ring de Léonore Confino.
- 2024: Pinocchio 2024 par Eugenia RamÍrez Miori.

## Chanteuse
- 2010: La Cantante de Tango (Amarras, Esclavo, Mi Longa para Mabel y Peluca, La Ultima Corda...)[29]

## Rôles au théâtre
- 1994 : La espera Trágica de Pavlovsky : le monsieur - Argentine
- 1995 : El extraño Jinete de Michel Ghelderode - Argentine- Brésil.
- 1995 : Rosalba y Los Llaveros d'Emilio Carballido - la mère - Argentine
- 1996 : Gris de Ausencia de Roberto Cosa : la fille - Argentine
- 1994[5] : La tragedia de Hamlet, Príncipe de Dinamarca de W. Shakespeare : Ofelia - Argentine
- 1999[5] : El día que murió Grace Kelly de Claudio Nadie :  la fille - Argentine
- 2000[5] : Los buenos hábitos de Jorge Nuñez
- 2001[5] : Bar Grill de Bernardo Carey
- 2022 Jules Verne par Eugenia Ramirez Miori. La Directrice, Le Pirate, La cantatrice.
- 2024 Pinocchio 2024 par Eugenia Ramírez Miori. Le Chat.

## Filmographie
| Année | Film                             | Rôle                  | Réalisateur             |
| ----- | -------------------------------- | --------------------- | ----------------------- |
| 1999  | Te Comprendo porque te comprendo | L'épouse              | Edgardo Gonzalez Amer   |
| 2000  | El destape                       | La fille              | Edgardo Gonzales Amer   |
| 2001  | Mosquita Muerta (court-métrage)  | -                     | Simon Boyd              |
| 2001  | Danza con los sueños             | Alejandra             | Mahmoud Kalari          |
| 2002  | Nosotros (documentaire)          | Eugenia Ramírez Miori | Diego Martinez Vignatti |
| 2002  | Tiempofinal (TV Series)          | -                     | Sebastián Borensztein   |
| 2007  | La Marea                         | Azul                  | Diego Martinez Vignatti |
| 2009  | La cantante de Tango             | Helena                | Diego Martinez Vignatti |
| 2015  | La Tierra Roja                   | Ana                   | Diego Martinez Vignatti |
| 2018  | Lucas Etc (TV Series)            | Maria Lambot          | Lionel Delhaye          |
| 2019  | Unité 42 (TV Series)             | Sacha                 | Mathieu Mortelmans      |